# Ahmed Abdul-Ghafur
Ahmad Abdul Ghafur al-Samarrai (Samarra, 1955 – Amman, 24 febbraio 2024) è stato un politico iracheno che fu a capo dell'Ufficio del Waqf sunnita dal 2005 al 2013.

## Biografia
Ahmad Abdul Ghafur nacque a Samarra nel 1955. Si laureò presso il College di Scienze islamiche e in seguito conseguì un PhD in Storia islamica.
Fu un membro dell'Associazione degli ulema islamici fin dalla sua fondazione nel 2003, ma lasciò l'organizzazione dopo le elezioni generali del gennaio 2005, in quanto desideroso di prendere parte al processo politico. Come imam della moschea Umm al-Qura in Baghdad, egli sostenne la formazione di forze di sicurezza sunnite contro Al-Qaida, condannando le loro violenze contro i civili.
Nell'agosto 2005 fu nominato presidente dell'ufficio del Waqf sunnita dal Partito Islamico Iracheno, e promosse il referendum per l'approvazione della Costituzione irachena.
Nel 2006, protestò contro il bombardamento della moschea di Samarra e nell'aprile 2007 criticò la politica di Nuri al-Maliki, che richiese la sua rimozione dal Sunni Endowment. 
A quell'epoca il leader dell'AMSI Harith al-Dhari ricevette un mandato di arresto dal governo e la maggior parte degli ulama fuggirono all'estero. Quaranta di loro formarono ad Amman un Consiglio di ulema iracheni e lo sheikh Ahmed Abdul-Ghafur divenne il loro portavoce in Baghdad.
In quegli anni, le forze Sahwa dello sheikh Abdul Sattar Abu Risha ottennero la maggior parte delle moschee agli insorti, che furono quindi trasferite all'amministrazione del Sunni Endowment dello sheikh Samarra; tra esse dal novembre 2007 anche la moschea Umm al-Qura, ex quartier generale dell'AMSI. Il quartier generale del Sunni Endowment era in al-A'zamiyya.
Nel 2008 sheikh Samarrai formò anche un partito politico e, dopo le elezioni provinciali del 2009, si unì con l'Alleanza Nazionale Irachena del Risveglio e degli Indipendenti di Abu Risha formando l'Alleanza unitaria dell'Iraq, ma non ottenne un seggio nelle elezioni legislative del 2010.
Sotto la guida dello sheikh Abdul-Ghafur Samarrai, il Sunni Endowment ottenne anche un ruolo di moderazione culturale, e divenne noto come un religioso contro al-Qaida, così come il deputato di al-Anbar Khaled al-Fahdawi, della coalizione Iraqiyya, che fu ucciso da un attacco suicida alla moschea nell'agosto 2011.
Durante la seconda insorgenza irachena, il presidente Nuri al-Maliki rimosse sheikh Abdul Ghafur dal Sunni Endowment nel novembre 2013.
Morì ad Amman il 24 febbraio 2024.